# Эредия, Мария Елена
Мария Елена Эредия (исп. Maria Elena Heredia; 17 августа 1965, Каракас, Венесуэла) — венесуэльская актриса.

## Биография
Мария Елена Эредия родилась в Каракасе, в семье врача. Актёрское образование получила в Лондоне, а по возвращении в Каракас в Компании Лили Альварес Сиерра. Параллельно изучала туристический бизнес, а также окончила Центральный Университет Венесуэлы по специальности «диктор». С 1985 на «Веневисьон», где снималась в теленовеллах, но чаще в юмористических программах, наиболее известные из которых «Cheverissimo», «Casate y veras» и «A que te ries». В последнем из перечисленных Мария Елена снимается по настоящее время, являясь одной из ведущих комедийных актрис «Веневисьон»

## Фильмография
- Ines Duarte Secretaria (1991)
- «La Revancha» (1989)
- Fabiola (1989)
- Alba marina (1988)
- Niña bonita (1988)
- Y la luna también (1987)
- Inmensamente tuya (1987)
- Esa muchacha de ojos color café (1986)
- El sol sale para todos (1985)